# ديوغو فيرداسكا
ديوغو فيرداسكا (26 أكتوبر 1996 ببورتو في البرتغال - ) هو لاعب كرة قدم برتغالي في مركز الدفاع. شارك مع منتخب البرتغال تحت 16 سنة لكرة القدم ومنتخب البرتغال تحت 17 سنة لكرة القدم ومنتخب البرتغال تحت 18 سنة لكرة القدم ومنتخب البرتغال تحت 19 سنة لكرة القدم. أما مع النوادي، فقد لعب مع نادي بورتو وFC Porto B ‏.

## وصلات خارجية
- ديوغو فيرداسكا على موقع قاعدة بيانات كرة القدم.إي يو (الإنجليزية)
- ديوغو فيرداسكا على موقع Soccerway.com (الإنجليزية)